# Rue des Grands-Moulins
La rue des Grands-Moulins est une voie du 13e arrondissement de Paris, en France.

## Situation et accès
La rue des Grands-Moulins est une voie publique située dans le 13e arrondissement de Paris. Elle débute rue Marie-Andrée-Lagroua-Weill-Hallé et se termine au 38, rue Cantagrel.

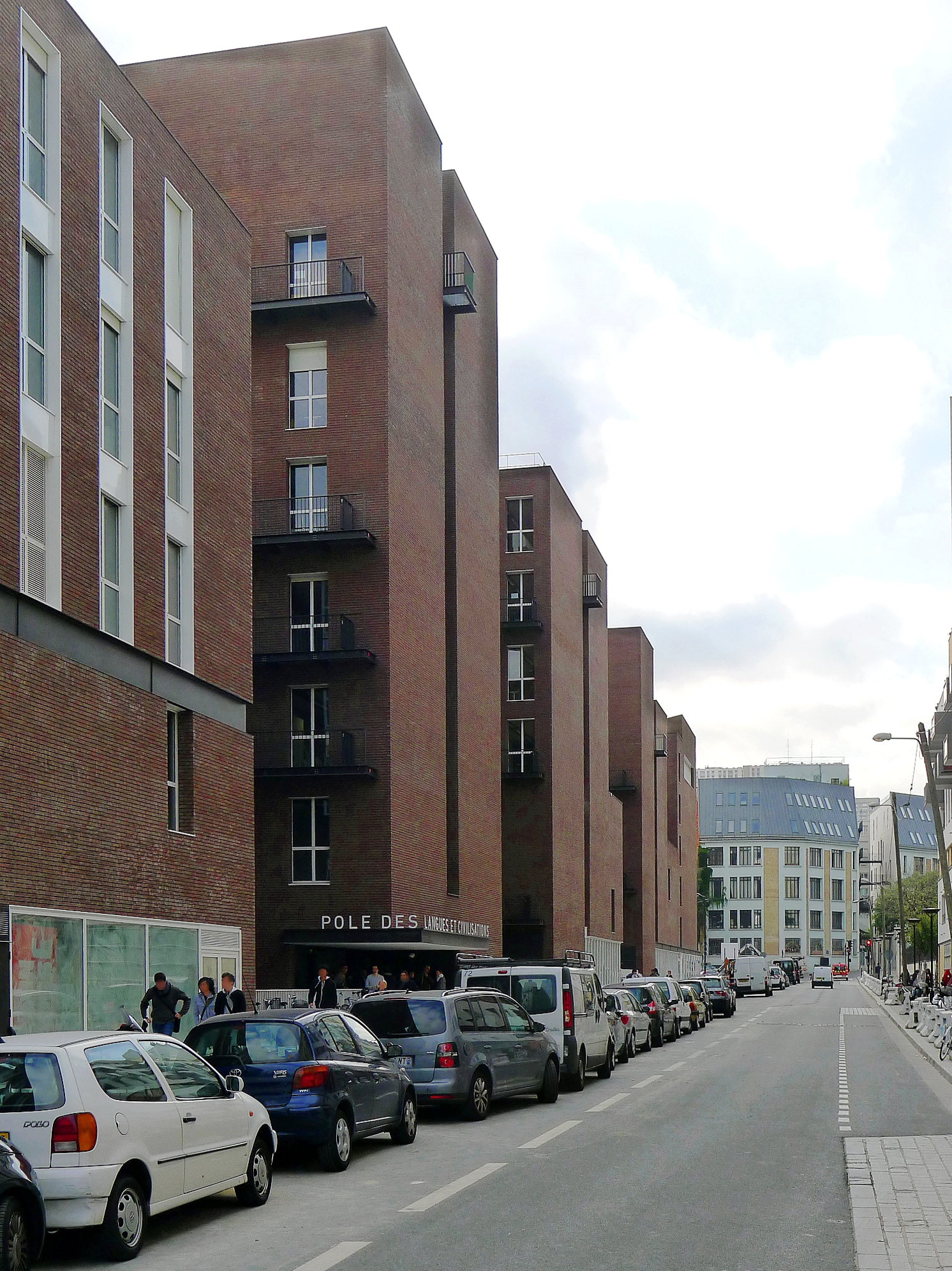
Rue vue en direction du sud ; à gauche, des locaux de l'INALCO et de la BULAC (Pôle des langues et civilisations).
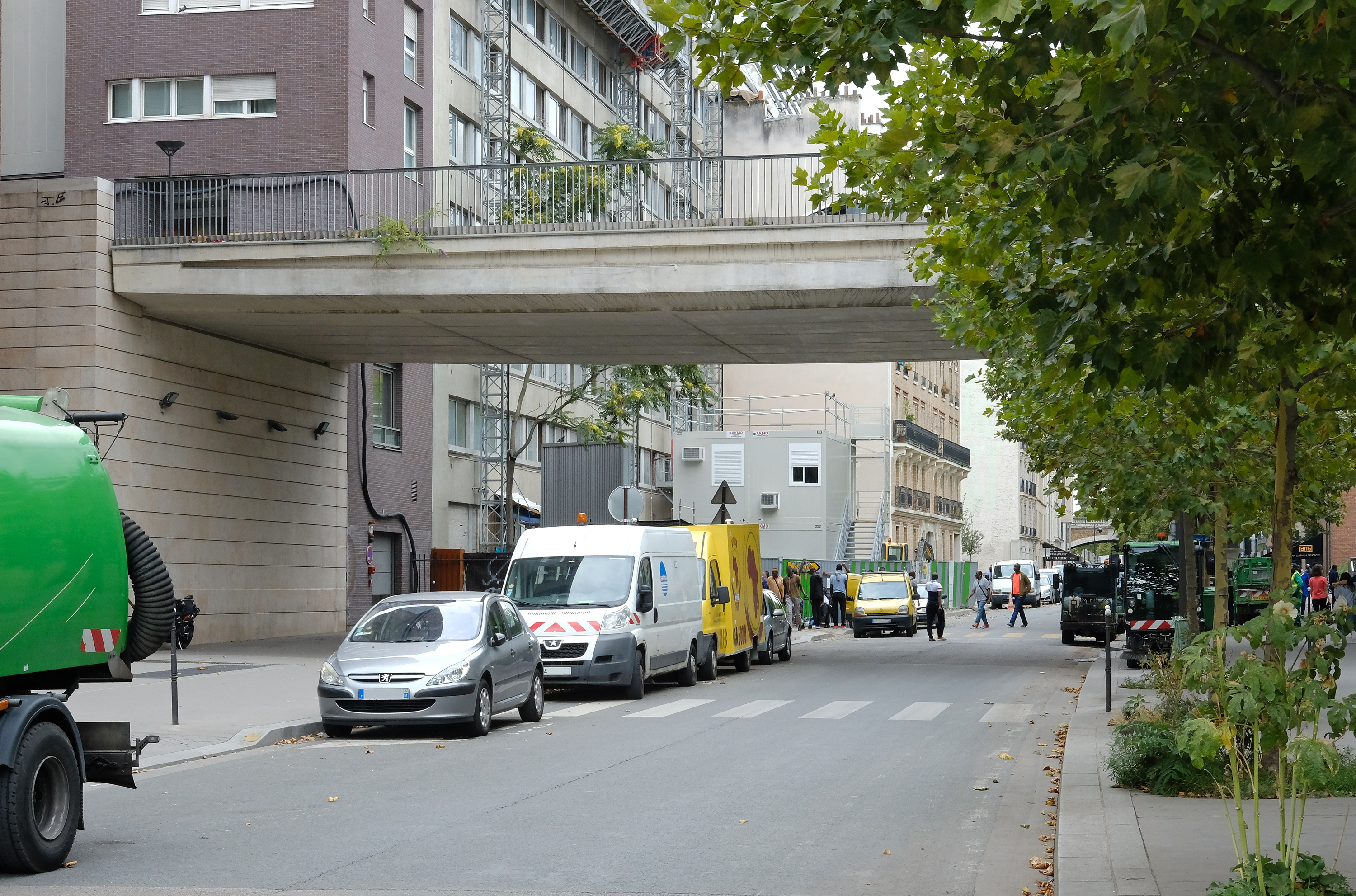
La rue franchissant celle du Chevaleret.

## Origine du nom
Le nom de cette voie fait référence aux Grands Moulins de Paris créés en 1920 et au bâtiment du même nom construit en 1923 sur le site de la ZAC Paris-Rive-Gauche.

## Historique
Cette voie privée est créée dans le cadre de l'aménagement de la ZAC Paris-Rive-Gauche sous le nom provisoire de « voie BW/13 » et prend sa dénomination actuelle le 13 septembre 2002. 
Par arrêté de voirie en date du 8 octobre 2002, une première partie est ouverte à la circulation publique, de l'avenue de France à la rue des Cadets-de-la-France-Libre. Une seconde partie est ouverte à la circulation publique, par arrêté de voirie du 24 juillet 2006, entre la rue Marie-Andrée-Lagroua-Weill-Hallé et l'avenue de France et entre la rue des Cadets-de-la-France-Libre et la rue Cantagrel.